# Донцова, Дарья
Да́рья Донцо́ва (настоящее имя Агриппи́на Арка́дьевна Донцо́ва, в девичестве Васи́льева; род. 7 июня 1952, Москва, СССР) — русская писательница, сценарист, радио- и телеведущая, автор большого числа книг в жанре «иронический детектив». По официальным данным Российской книжной палаты, Донцова на протяжении ряда лет занимала первое место в России в рейтинге авторов взрослой художественной литературы по суммарному тиражу издаваемых книг в год.

## Биография

### Происхождение
Родилась 7 июня 1952 года в Москве в семье писателя и сотрудника ОГПУ Аркадия Николаевича Васильева (16 марта 1907 — 20 августа 1972) и режиссёра Москонцерта Тамары Степановны Новацкой (14 апреля 1917 — 11 марта 2008). Отец происходил из рабочей семьи: дед Николай Васильев работал на ткацкой фабрике; бабушка Агриппина (в честь которой Донцова получила своё имя) служила подёнщицей. Они не дожили до рождения внучки. Мать имела польское и казачье происхождение: дед Стефан Новацкий был польским коммунистом, он и его брат Яцек были соратниками Феликса Дзержинского; бабушка Афанасия Шабанова была из богатой кисловодской семьи. В 1916 году они, уже будучи женаты, переехали в Москву. В 1937 году Новацкого арестовали по делу Тухачевского. Предвидя это, незадолго до случившегося он развёлся с женой, благодаря чему её и дочь не тронули. Впоследствии скончался в одном из лагерей, предположительно, под Благовещенском (был посмертно реабилитирован).

### Детство и юность
После ареста Новацкого его жену и дочь выселили в барак на Скаковой улице, в котором Донцова прожила первые несколько лет. На момент её рождения родители не состояли в браке: отец был женат на журналистке газеты «Правда» Фаине Борисовне (прежде он также был женат на Галине Николаевне и имел дочь от этого брака). В феврале 1953 года Аркадий узнал, что Тамару вместе с Агриппиной и Афанасией через месяц должны были выселить из Москвы. Он хотел переехать вместе с ними, в связи с чем развёлся со своей тогдашней женой и решил вступить в брак с Тамарой. Они пришли в орган ЗАГС 6 марта, где, узнав о смерти Сталина, решили отложить бракосочетание, так как в связи со случившимся выселение Новацких аннулировалось.
Однако в 1954 году барак всё равно расселили, и Агриппина вместе с бабушкой переехала в комнату в коммунальной квартире на улице Кирова, а её мать — в квартиру Васильева, которую тот делил с Виктором Шкловским, в Лаврушинском переулке. Они не могли жить все вместе в связи со слишком малой площадью обоих помещений. В 1957 году Агриппина воссоединилась с родителями: они переехали в новый дом ЖСК «Московский писатель» на улице Черняховского, где Васильеву как официальному советскому писателю выделили для приобретения квартиру. Тогда же к Агриппине были приставлены две гувернантки: немка Роза Леопольдовна и француженка Натали, благодаря которым девочка уже в раннем возрасте хорошо знала иностранные языки. В 1959 году, незадолго до того, как Агриппина пошла в школу (также с углублённым изучением иностранных языков), её родители официально вступили в брак.
Летние каникулы Агриппина проводила в писательском посёлке в Переделкине. Дружила с внучкой Валентина Катаева Валентиной Рой, приятельствовала с Корнеем Чуковским.
В 1964 году книгу Васильева решили издать в ФРГ, куда он и поехал на встречу с издателем, взяв с собой дочь. Из этой поездки она привезла с собой множество классических детективных романов на немецком — Дика Фрэнсиса, Рекса Стаута, Джорджетту Хейер, Джеймса Хедли Чейза.

### Взрослая жизнь
В 1974 году окончила факультет журналистики Московского государственного университета, после чего на протяжении двух лет работала переводчицей при советском генконсульстве в Алеппо (Сирия), куда Донцову устроил Владимир Ягодкин. В 1977 году, по возвращении Донцовой в Москву он же устроил её корреспонденткой в газету «Вечерняя Москва», откуда Донцова ушла в 1985 году. В 1989 году работала в журнале «Отчизна». Впоследствии занималась репетиторством по немецкому и французскому языкам.
В 1997 году у Донцовой был выявлен рак молочной железы. За 2,5 года она перенесла 4 операции и 18 курсов химиотерапии. Находясь в больнице, в декабре 1999 года издала свои написанные первые 3 детективных романа — «Крутые наследнички», «За всеми зайцами» и «Дама с коготками» из цикла «Любительница частного сыска Даша Васильева». В 2008 году стала послом благотворительной программы компании Avon «Вместе против рака груди».
В 2007—2009 гг. вела авторскую программу «Жить хочется!» на Первом популярном радио.
В 2012 году Указом Президента РФ Донцова была включена в состав Совета по общественному телевидению.
Является членом Союза писателей России.

### Семья
Первый муж — Дмитрий Дёмин. Заключили брак в 1971 году, развелись в 1972 году. Сын Аркадий Васильев (род. 29 сентября 1972). Внук Никита Васильев.
Второй муж — Борис Капустин.
Третий муж — Александр Донцов (1949—2023), психолог. Заключили брак в 1983 году. Пасынок — Дмитрий Донцов (род. 1974), психолог.
Невестка — Маргарита Валерьевна (в замужестве Донцова; род. 28 сентября 1977), психолог. Внучки Анастасия (род. 2004), Арина (род. 2009).
Дочь Мария Донцова (род. 6 сентября 1986). Зять Юрий Субботин. Внук Михаил (род. 29 декабря 2015).
Единокровная сестра от первого брака отца — Изольда Васильева (род. 1932; в замужестве Ягодкина), экономист. Зять — Владимир Ягодкин (1928—1985), партийный деятель. Племянница Екатерина Ягодкина (род. 24 августа 1953).

### Общественная позиция
Поддержала выдвижение Владимира Путина на президентские выборы 2024 года.
В феврале 2024 года во время посещения раненых военных в Главном военном клиническом госпитале имени Н. Н. Бурденко поддержала состояние дел в России на фоне российской агрессии против Украины.

## Деятельность

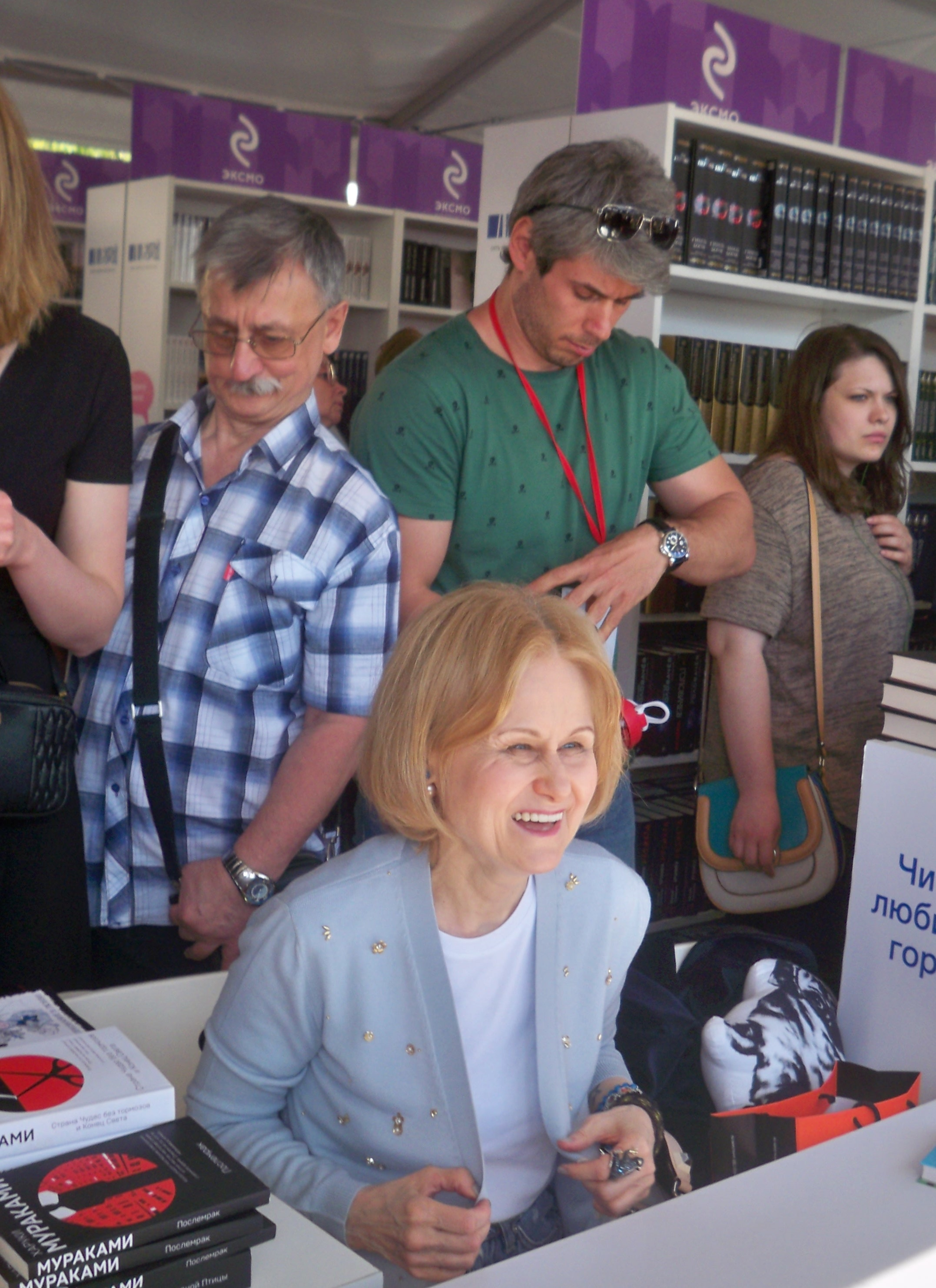
Дарья Донцова на встрече с читателями на Книжном фестивале «Красная площадь». 2 июня 2018 года

### Книги
Цикл «Любительница частного сыска Даша Васильева»
Дарья Васильева — преподавательница французского языка. После того, как она получила наследство, Васильева перестала работать. Является домохозяйкой.
Романы
1. Крутые наследнички
2. За всеми зайцами
3. Дама с коготками
4. Дантисты тоже плачут
5. Эта горькая сладкая месть
6. Жена моего мужа
7. Несекретные материалы
8. Контрольный поцелуй
9. Бассейн с крокодилами
10. Спят усталые игрушки
11. Вынос дела
12. Хобби гадкого утёнка
13. Домик тётушки лжи
14. Привидение в кроссовках
15. Улыбка 45-го калибра
16. Бенефис мартовской кошки
17. Полёт над гнездом Индюшки
18. Уха из золотой рыбки
19. Жаба с кошельком
20. Гарпия с пропеллером
21. Доллары царя Гороха
22. Камин для Снегурочки
23. Экстрим на сером волке
24. Стилист для снежного человека
25. Компот из запретного плода
26. Небо в рублях
27. Досье на Крошку Че
28. Ромео с большой дороги
29. Лягушка Баскервилей
30. Личное дело Женщины-кошки
31. Метро до Африки
32. Фейсконтроль на главную роль
33. Третий глаз-алмаз
34. Легенда о трёх мартышках
35. Тёмное прошлое Конька-Горбунка
36. Клетчатая зебра
37. Белый конь на принце
38. Любовница египетской мумии
39. Лебединое озеро Ихтиандра
40. Тормоза для блудного мужа
41. Мыльная сказка Шахерезады
42. Гений страшной красоты
43. Шесть соток для Робинзона
44. Пальцы китайским веером
45. Медовое путешествие втроём
46. Приват-танец мисс Марпл
47. Самовар с шампанским
48. Аполлон на миллион
49. Сон дядюшки Фрейда
50. Штамп на сердце женщины-вамп
51. Свидание под мантией
52. Другая жизнь оборотня
53. Ночной клуб на Лысой горе
54. Родословная до седьмого полена
55. Последняя гастроль госпожи Удачи
56. Дневник пакостей Снежинки
57. Годовой абонемент на тот свет
58. Змеиный гаджет
59. Царевич с плохим резюме
60. Пиявка голубых кровей
61. Тёмные предки светлой детки
62. Мокрое дело водяного
63. Вакантное место райской птички
64. Аллергия на кота Базилио
65. Коза и семеро волчат
66. Кактус второй свежести
67. Плохая репутация Курочки Рябы
68. Ананас на ёлке
69. Слон для Дюймовочки
70. Ступа с навигатором
71. Блоха на балу
72. Ипотека на Марсе

Рассказы
1. Настоящая рождественская сказка
2. Коньяк для ангела
3. Моя незнакомая подруга
4. Неравный брак Синей Бороды
5. Фальшивые зубы тигра
6. Эскимос с Марса
7. Кекс от сапожника

Цикл «Евлампия Романова. Следствие ведёт дилетант»
Евлампия Романова — поздний и долгожданный ребёнок советского генерала-учёного и оперной певицы. Работает частным детективом. Имеет нескольких приёмных детей и множество домашних животных. Близко дружит с майором милиции Владимиром Костиным.
Романы
1. Маникюр для покойника
2. Покер с акулой
3. Сволочь ненаглядная
4. Гадюка в сиропе
5. Обед у людоеда
6. Созвездие жадных псов
7. Канкан на поминках
8. Прогноз гадостей на завтра
9. Хождение под мухой
10. Фиговый листочек от кутюр
11. Камасутра для Микки-Мауса
12. Квазимодо на шпильках
13. Но-шпа на троих
14. Синий мопс счастья
15. Принцесса на Кириешках
16. Лампа разыскивает Алладина
17. Любовь-морковь и третий лишний
18. Безумная кепка Мономаха
19. Фигура лёгкого эпатажа
20. Бутик ежовых рукавиц
21. Золушка в шоколаде
22. Нежный супруг олигарха
23. Фанера Милосская
24. Фэн-шуй без тормозов
25. Шопинг в воздушном замке
26. Брачный контракт кентавра
27. Император деревни Гадюкино
28. Бабочка в гипсе
29. Ночная жизнь моей свекрови
30. Королева без башни
31. В постели с Кинг-Конгом
32. Чёрный список деда Мазая
33. Костюм Адама для Евы
34. Добрый доктор Айбандит
35. Огнетушитель Прометея
36. Белочка во сне и наяву
37. Матрёшка в перьях
38. Маскарад любовных утех
39. Шуры-муры с призраком
40. Корпоратив королевской династии
41. Имидж напрокат
42. Гороскоп птицы Феникс
43. Пряник с чёрной икрой
44. Пятизвёздочный теремок
45. Коррида на раздевание
46. Леди Несовершенство
47. Гиблое место в ипотеку
48. Большой куш нищей герцогини
49. Жираф — гроза пингвинов
50. Вещие сны Храпунцель
51. Хорошие манеры Соловья-разбойника
52. Мамаша Бармалей
53. Девочка Красная Тапочка
54. Коронная роль Козы-дерезы
55. Малютка Интрига
56. Государыня Криворучка
57. Витязь в розовых штанах
58. Ошибка Девочки-с-пальчик
59. Чудо-юдо на охоте
60. Кружок экстремального вязания
61. Такси до леса Берендея

Рассказы
1. Ключ от денег
2. Болтливый розовый мишка

Цикл «Виола Тараканова. В мире преступных страстей»
Виола Тараканова — дочь вора, воспитывавшаяся мачехой с алкоголизмом. Была замужем за майором милиции Олегом Куприным, ныне в браке со Степаном Дмитриевым. Работала репетитором по немецкому языку. Пишет детективы под псевдонимом Арина Виолова, имеет множество домашних животных.
Романы
1. Чёрт из табакерки
2. Три мешка хитростей
3. Чудовище без красавицы
4. Урожай ядовитых ягодок
5. Чудеса в кастрюльке
6. Скелет из пробирки
7. Микстура от косоглазия
8. Филе из Золотого Петушка
9. Главбух и полцарства в придачу
10. Концерт для Колобка с оркестром
11. Фокус-покус от Василисы Ужасной
12. Любимые забавы папы Карло
13. Муха в самолёте
14. Кекс в большом городе
15. Билет на ковёр-вертолёт
16. Монстры из хорошей семьи
17. Каникулы в Простофилино
18. Зимнее лето весны
19. Хеппи-энд для Дездемоны
20. Стриптиз Жар-птицы
21. Муму с аквалангом
22. Горячая любовь снеговика
23. Человек-невидимка в стразах
24. Летучий самозванец
25. Фея с золотыми зубами
26. Приданое лохматой обезьяны
27. Страстная ночь в зоопарке
28. Замок храпящей красавицы
29. Дьявол носит лапти
30. Путеводитель по Лукоморью
31. Фанатка голого короля
32. Ночной кошмар Железного Любовника
33. Кнопка управления мужем
34. Завещание рождественской утки
35. Ужас на крыльях ночи
36. Магия госпожи Метелицы
37. Три желания женщины-мечты
38. Вставная челюсть Щелкунчика
39. В когтях у сказки
40. Инкогнито с Бродвея
41. Закон молодильного яблочка
42. Гимназия неблагородных девиц
43. Вечный двигатель маразма
44. Бинокль для всевидящего ока
45. Блеск и нищета инстаграма
46. Милашка на вираже
47. Козлёнок Алёнушка
48. Край непуганых Буратино
49. Неудачная карьера Мегеры
50. Алые паруса Синей бороды
51. Торт от Ябеды-корябеды
52. Лобстер для Емели
53. Буря в стакане беды
54. Дезертир из рая
55. Алиби для землеройки

Рассказы
1. Балерина в бахилах

Цикл «Джентльмен сыска Иван Подушкин»
Иван Подушкин — сын советского писателя Павла Подушкина и малоизвестной артистки Николетты Адилье, потомок древнего, но малоизвестного дворянского рода Подушкиных. Работал секретарём у частной сыщицы Элеоноры Родионовой, дело которой унаследовал после её смерти (которая оказалась инсценировкой). Дружит с майором МВД Максимом Вороновым. Заядлый холостяк, детей не имеет. Впрочем, у него были замужние любовницы.
Романы
1. Букет прекрасных дам
2. Бриллиант мутной воды
3. Инстинкт Бабы-Яги
4. 13 несчастий Геракла
5. Али-Баба и сорок разбойниц
6. Надувная женщина для Казановы
7. Тушканчик в бигудях
8. Рыбка по имени Зайка
9. Две невесты на одно место
10. Сафари на черепашку
11. Яблоко Монте-Кристо
12. Пикник на острове сокровищ
13. Мачо чужой мечты
14. Верхом на «Титанике»
15. Ангел на метле
16. Продюсер козьей морды
17. Смех и грех Ивана-царевича
18. Тайная связь его величества
19. Судьба найдёт на сеновале
20. Авоська с Алмазным фондом
21. Коронный номер мистера X
22. Астральное тело холостяка
23. Кто в чемодане живёт?
24. Блог проказника домового
25. Гнездо перелётного сфинкса
26. Венец безбрачия белого кролика
27. Архитектор пряничного домика
28. Особа королевских ролей
29. Глазастая, ушастая беда
30. Иван Грозный на Мальдивах
31. Чучело от первого брака
32. Бабулька на горошине
33. Корона Мышки-норушки
34. Венок из железных одуванчиков
35. Дерзкие надежды Карабаса-Барабаса
36. Иванушка на курьих ножках
37. Гризли в белых носочках
38. Кладбище чужих секретов

Рассказы
1. Подарок небес
2. Подарок для бабушки

Цикл «Татьяна Сергеева. Детектив на диете»
Татьяна Сергеева — преподавательница русского языка и литературы. Была замужем за сотрудником секретной службы Аристархом Бабулькиным. Дружит с хакером Коробком.
Романы
1. Старуха Кристи — отдыхает!
2. Диета для трёх поросят
3. Инь, янь и всякая дрянь
4. Микроб без комплексов
5. Идеальное тело Пятачка
6. Дед Снегур и Морозочка
7. Золотое правило Трёхпудовочки
8. Агент 013
9. Рваные валенки мадам Помпадур
10. Дедушка на выданье
11. Шекспир курит в сторонке
12. Версаль под хохлому
13. Всем сёстрам по мозгам
14. Фуа-гра из топора
15. Толстушка под прикрытием
16. Сбылась мечта бегемота
17. Бабки царя Соломона
18. Любовное зелье колдуна-болтуна
19. Бермудский треугольник чёрной вдовы
20. Вулкан страстей наивной незабудки
21. Страсти-мордасти рогоносца
22. Львиная доля серой мышки
23. Оберег от испанской страсти
24. Запасной выход из комы
25. Шоколадное пугало
26. Мохнатая лапа Герасима
27. Чёрная жемчужина раздора
28. Золотая середина ослика Иа
29. Лазурный берег болота
30. Мадам Белая Поганка
31. Чугунные сапоги-скороходы
32. Бегемот под майонезом
33. Курятник в пентхаусе
34. Цыплёнок Лисы Патрикеевны
35. Пирог от сапожника
36. Кукушонок из семьи дровосеков
37. Амур с гранатой
38. Бумеранг с автопилотом

Рассказы
1. Белка с часами
2. Правда в три короба
3. Денежный торт
4. Белка из страны говорунов
5. Секретное женское оружие
6. Кошка в перьях
7. Рождественский кролик

Цикл «Любимица фортуны Степанида Козлова»
Степанида Козлова — визажист, студентка филологического факультета педагогического института, рано оставшаяся без родителей и воспитывавшаяся бабушкой по прозвищу Белка.
Романы
1. Развесистая клюква Голливуда
2. Живая вода мёртвой царевны
3. Женихи воскресают по пятницам
4. Клеопатра с парашютом
5. Дворец со съехавшей крышей
6. Княжна с тараканами
7. Укротитель Медузы горгоны
8. Хищный аленький цветочек
9. Лунатик исчезает в полночь
10. Мачеха в хрустальных галошах
11. Бизнес-план трёх богатырей
12. Голое платье звезды
13. Презентация ящика Пандоры
14. Вредная волшебная палочка
15. Хип-хоп маленьких лебедей
16. Дресс-код летучей мыши
17. Дед Яга и его дети
18. Аукцион волшебного хлама
19. Обида Крошечки-Хаврошечки
20. Вишенка на кактусе

Цикл «Сказки Прекрасной Долины»
1. Амулет Добра
2. Волшебный эликсир
3. Башня желаний
4. Дорога из мармелада
5. Страна Чудес
6. Деревня Драконов
7. Тайна бульдога Именалия
8. Хозяин Чёрного озера
9. Чудесный камень Маюрми
10. Лекарство от доброзлобия
11. Когда гаснет фонарик
12. Замок злых мыслей
13. Великие хранители
14. Город врушей
15. Море Прощения
16. Жаб и принцесса
17. Тридцать серебряных монеток
18. Игольное ушко
19. Печать любви
20. Шар Спасения
21. Лес обиды
22. Ворона с кошечкой
23. Правила жизни
24. Сонные мухи
25. Правитель Подземного царства
26. Колдун Оро

Цикл «Тайны Медовой Долины»
1. Чёрно-белое преступление
2. Побег абрикоса
3. Следы преступления
4. Дело в шляпе
5. Очень важный гость
6. Лучшие истории (сборник)
7. Весёлые истории (сборник)
8. Очень детективная история. Часть 1: Начинающий сыщик (комикс)
9. Очень детективная история. Часть 2: Летние приключения в Медовой Долине (комикс)
10. Чинк: Хвостатый детектив. Бельчонок Чинк — герой Медовой Долины (комикс)
11. Тайны Медовой Долины. Круговорот творчества! Большая книга игр

Вне циклов
- Рассказ «Кудрявое счастье» (сборник «Сказки доброты», 2012 г.)
- Сборник «Добрые книги для детей и взрослых. Правдивые сказки про собак» (2016)

- Рождественский подарок от Фени
- Потеряшка Муся
- Верные друзья. Бэрримор и Кэтлин
- Доктор Фанди Айболит
- Самородок Перла
- Беар и Луна. Лесные мопсы
- Большое путешествие Маффи
- Найдёныш Тоффи
- Большой талант маленькой Айзы
- Заколдованный принц Генри Тигрович

Автобиографии
- Записки безумной оптимистки (2003)
- Записки безумной оптимистки. Два года спустя (2005)
- Записки безумной оптимистки. Три года спустя (2007)
- Я очень хочу жить. Мой личный опыт (2013)
- Записки счастливой прихожанки (2024)

Кулинарные книги
- Кулинарная книга лентяйки (2003)
- Кулинарная книга лентяйки-2. Вкусное путешествие (2005)
- Простые и вкусные рецепты Дарьи Донцовой (2006)
- Кулинарная книга лентяйки-3. Праздник по жизни (2008)
- Кулинарная книга лентяйки. Вкусно и быстро! (2008, переиздание с доп. разделом)
- Кулинарная книга лентяйки. Пальчики оближешь! (2008, переиздание с доп. разделом)
- Секреты приготовления в плитах «Дарина» (2011)
- Готовим в мультиварке. Кулинарная книга лентяйки (2014)
- Кулинарная книга лентяйки. Юбилейное издание с новыми рецептами (2022)

Вне циклов
- Британец китайского производства. Народный детектив (2005) (Татьяна Сергеева)
- 365 пожеланий от Дарьи Донцовой (2010)
- Путеводитель по счастью (2015)
- Как я изменил свою жизнь к лучшему (2015)

Рассказы
- Никто из ниоткуда (2007)

### Сценарии к мультфильмам
- «Тайны Медовой долины»

### Сценарии к телесериалам
Дарья Донцова в 2003—2006 гг. стала соавтором сценария к фильмам на телеканале СТС по книгам:
- «Даша Васильева. Любительница частного сыска» все 4 части (совместно с Викторией Евсеевой).
- «Любительница частного сыска Даша Васильева — 2» (совместно с Викторией Евсеевой).
- «Любительница частного сыска Даша Васильева — 3» (совместно с Викторией Евсеевой).
- «Евлампия Романова. Следствие ведёт дилетант» (совместно с Викторией Евсеевой).
- «Евлампия Романова. Следствие ведёт дилетант — 2 и 3» (совместно с Викторией Евсеевой, Алисой Мичабели и Ириной Гелос).
- «Виола Тараканова. В мире преступных страстей -1» (совместно с Ириной Пивоваровой (фильм первый) и Екатериной Шагаловой (фильмы второй и третий)).
- «Виола Тараканова. В мире преступных страстей — 2» (совместно с Ириной Пивоваровой и Екатериной Шагаловой).
- «Виола Тараканова. В мире преступных страстей — 3» (совместно с Алексеем Винокуровым)
- «Иван Подушкин. Джентльмен сыска» (первый сезон: совместно с Викторией Евсеевой (фильм первый), Анной Аносовой и Натальей Павловской (фильмы второй и третий); второй сезон: совместно с Алексеем Винокуровым и Викторией Евсеевой).

### Сценарии к радиоспектаклям
- «Чудеса в кастрюльке»

### Участие в телевизионных проектах
- 2005 год — камео в сериале «Любительница частного сыска Даша Васильева-4» (фильм 12 «Привидение в кроссовках», серия 5 (заключительная серия фильма «Привидение в кроссовках»)).
- С 2018 года по настоящее время — автор и ведущая проекта «Я очень хочу жить» на телеканале «Спас».

## Тиражи и число изданных книг
Под именем Донцовой, по статистике Российской книжной палаты:
- в 2012 году было издано 139 наименований книг и брошюр суммарным тиражом 3 млн 728,6 тыс. экз.;
- в 2013 году — 143 наименования тиражом 2 млн 631,5 тыс. экз.;
- в 2014 году — 95 наименований тиражом 1 млн 683 тыс. экз.;
- в 2015 году — 117 наименований тиражом 1 млн 968 тыс. экз.;
- в 2016 году — 123 наименования тиражом 1 млн 308,5 тыс. экз.;
- в 2017 году — 98 наименования тиражом 1 млн 349 тыс. экз.;
- в 2018 году — 82 наименования тиражом 1 млн 53 тыс. экз.

На протяжении этого периода Донцова занимала первое место в рейтинге по тиражам среди наиболее издаваемых авторов взрослой художественной литературы.
С 2019 года Донцова перестала быть первым по тиражам взрослым писателем России. Под именем Донцовой, по статистике Российской книжной палаты, было издано:
- В 2019 году — 68 наименований тиражом 776,0 тыс. экз. (2-е место среди всех авторов взрослой художественной литературы).
- В 2020 году — 69 наименований тиражом 525,0 тыс. экз. (2-е место среди всех авторов взрослой художественной литературы)[12].
- В 2021 году — 70 наименований тиражом 454,5 тыс. экз. (6-е место среди всех авторов взрослой художественной литературы).

## Критика
Существует мнение, что под именем Дарья Донцова издаётся не только сама Донцова, но и целая команда писателей. Эта версия появилась благодаря тому, что всего за 15 лет творчества под именем Дарья Донцова было выпущено более 180 книг. Написать такое число книг одному человеку физически сложно.
Донцова часто обвиняется в плагиате. Так, блогер и редактор журнала «Maxim» Игорь Черский сообщил, что написанный и изданный им в журнале «Карман» в марте 2000 года рассказ был включён в 19-ю главу романа Донцовой «Жаба с кошельком», изданного в 2004 году; Антон Носик и пользователи ресурса «Живой журнал» — что рецепты из изданной в 1973 году в издательстве «Пищевая промышленность» кулинарной книги Гюнтера Линде и Хайнца Кноблоха «Приятного аппетита» были включены в «Кулинарную книгу лентяйки» Донцовой. В связи с плагиатом Виктор Шендерович подал иск в суд с требованием взыскать с писательницы крупную сумму денег.
Денис Паничкин подверг острой критике цикл Донцовой «Сказки Прекрасной долины» в связи с сомнительной моралью и примитивным сюжетом.
Литературный критик Роман Арбитман в связи с выходом романа Донцовой «Путеводитель по Лукоморью» отметил нелепость сюжетов романов Донцовой и их явную коммерческую направленность.

## Признание
- 2001—2003 — лауреат премии «Писатель года».
- 2002—2003 — лауреат премии газеты «Книжное обозрение» в номинации «Бестселлер года».
- 2002 — лауреат премии торгового дома «Библио-Глобус» в номинациях «Автор года» и «Имя года».
- 2003 — лауреат премии «Книга года» в номинации «Бестселлер года»
- 5 марта 2003 — звезда в честь Дарьи Донцовой на литературной Площади звёзд в Москве на Страстном бульваре.
- 24 июня 2005 — общественный орден Петра Великого первой степени за большой личный вклад и выдающиеся заслуги в области литературы[19].
- 2006—2015 — «Писатель года» по данным опросов ВЦИОМ.
- 2011 — медаль имени А. П. Чехова «За высокие профессиональные достижения и творческую индивидуальность»[20][21].
- 2017 — медаль «За вклад в укрепление правопорядка»[22].
- 2018 — грамота Патриарха московского «Во внимание в Марфо-Мариинской обители Москвы и в связи с 25-летием возрождения монастыря»[23].

## Судебные дела
- 2005 — создатель концептуального секс-театра Кирилл Ганин подал иск, согласно которому в романе «Дантисты тоже плачут» Донцова распространила клевету в адрес его театра, устами одного из героев назвав пьесы театра «откровенной порнографией». Суд отказал Ганину в иске. Со слов адвоката Донцовой Павла Астахова, за год до этого Ганин без её разрешения использовал её имя и образ в пьесе «Дарья Донцова. Эротические фантазии», однако этот конфликт удалось разрешить без суда[24][25].
- 2006 — автосалон «Арманд» подал иск с требованием изъять из продажи роман Донцовой «Небо в рублях», а также взыскать с писательницы 500 тыс. рублей за разрушение деловой репутации в связи с тем, что в упомянутом романе была описана сцена, в которой главная героиня жалуется на мошенничество сотрудников некого автосалона «Арманд». Судебное дело завершилось мировым соглашением[26].
- 2006 — издательство «Эксмо» подало иск с требованием взыскать с издательства «Нева» 1 млн рублей в связи с тем, что оформление выпущенной издательством «Нева» книги Лампы Романовны «Рецепты кулинарной оптимистки» копирует кулинарную книгу Донцовой, а имя автора явно отсылает к главной героине одного из циклов Донцовой. Суд отказал издательству в иске, не усмотрев сходства в оформлении обложки; ходатайство об арбитраже в 2007 году также не было удовлетворено.[источник не указан 595 дней]
- 2011 — Виктор Шендерович подал иск с требованием взыскать с Донцовой 380 тыс. рублей в связи с тем, что в своём романе «Император деревни Гадюкино» писательница использовала название вымышленного населённого пункта «деревня Гадюкино», якобы придуманное им в 1980-е годы. Суд отказал Шендеровичу в иске ввиду общедоступности названия, не найдя в романе Донцовой плагиата[27][28].
- 2015 — издательство «Эксмо» подало иск с требованием заблокировать крупнейший торрент-трекер Рунета «RuTracker.org» в связи с тем, что на сайте были выложены в свободном доступе романы Донцовой и Александра Громова. Иск был удовлетворён: суд наложил на сайт бессрочную блокировку[29].